# فيلي موريس
فيلي موريس (30 مارس 1955 في جنوب أفريقيا - ) (بالإنجليزية: Willie Morris)‏ هو لاعب كريكت جنوب أفريقي. لعب مع نادي الشماليين للكريكت ‏.

## وصلات خارجية
- فيلي موريس على موقع إي آس بي آن كريك إنفو (الإنجليزية)